# Rukometni Klub Karlovac
Il Rukometni Klub Karlovac è una squadra di pallamano maschile croata con sede a Karlovac.